# Poetry (Zeitschrift)

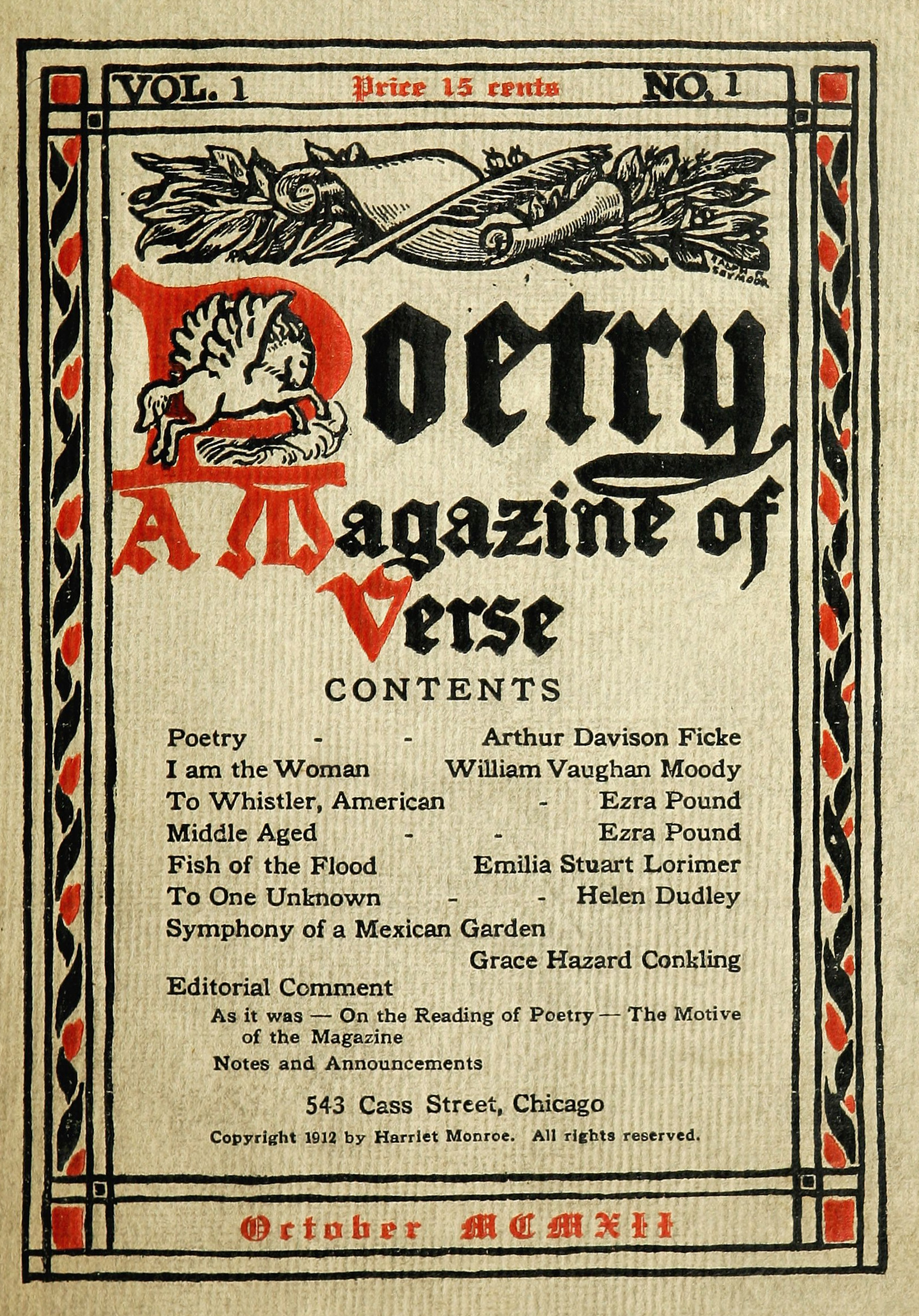
Cover der ersten Ausgabe von Oktober 1912

Poetry ist eine US-amerikanische Lyrikzeitschrift, die 1912 von Harriet Monroe in Chicago gegründet wurde. Bis zum Zweiten Weltkrieg avancierte sie zum führenden Organ für die Poesie der Moderne im englischsprachigen Raum. Da ihre Anfangszeit in die Chicagoer Renaissance fällt, wird sie häufig mit der rauen, regional geprägten Poesie von Carl Sandburg, Edgar Lee Masters, Vachel Lindsay oder Sherwood Anderson in Verbindung gebracht, sie vertrat aber auch neue formalistische Bewegungen wie den Imagismus.
Für die Zeitschrift schrieben Autoren wie T. S. Eliot, Wallace Stevens, Marianne Moore, D. H. Lawrence und William Carlos Williams; Ezra Pound arbeitete als Korrespondent in Europa.